# 萨拉·威尔
萨拉·威尔（英語：Sarah Will，1965年—），美国女子高山滑雪运动员。她曾代表美国参加1992年、1994年、1998年和2002年冬季残疾人奥林匹克运动会高山滑雪比赛，获得十二枚金牌和一枚银牌。